# Klusy (powiat ełcki)
Klusy – osada w Polsce położona w województwie warmińsko-mazurskim, w powiecie ełckim, w gminie Ełk.
W latach 1975–1998 miejscowość administracyjnie należała do województwa suwalskiego.
Kościół neogotycki z 1884 jest siedzibą parafii rzymskokatolickiej, należącej do dekanatu Ełk - Świętej Rodziny, diecezji ełckiej.